# Яценко, Александр Тимофеевич
Александр Тимофеевич Яценко  (30 августа 1912 Корнеевка, Гребёнковский район, Полтавская область—12 мая 1975 Корнеевка, Гребёнковский район, Полтавская область, УССР, СССР) — участник Великой Отечественной войны. Полный кавалер Ордена Славы.

## Биография
Родился 30 августа 1912 года, в  Корнеевку Полтавской области, в крестьянской семье. После окончания пяти классов школы, работал на Железнодорожной станции «Гребёнка», слесарем. В период с 1934 по 1936 год, проходил срочную службу в Рабоче-Крестьянской Красной Армии. В сентябре 1943 года, повторно призван в Красную Армию. В боях начал участвовать с октября того же года. 25 сентября 1944 года, во время боёв за Карпаты (Словакия), уничтожил нацистский ДЗОТ (Деревоземляная огневая точка). 28 сентября того же года, уничтожил несколько огневых точек противника, что обеспечило успешное наступление удачное наступление советские войска, впоследствии вражеские войска отступили до села Смольник . 11 ноября 1944, награжден орденом Славы III степени. 24 ноября 1944, во-время боев за Прешов (Словакия), около 10 солдат и 5 пулемётов противника. 22 января 1945, награжден орденом Славы II степени. С 10 по 13 марта во-время боев за окрестности города Живец (Польша), отбил 7 вражеских атак,  уничтожил 2 пулемёта, 15 солдат противника и две его огневые точки. 29 июня 1945, награжден орденом Славы I степени.
Ушёл в запас в октябре 1945. После демобилизации, вернулся в Корнеевку. Работал трактористом. Умер 12 мая 1975.

## Награды
- Орден Славы I степени (29 июня 1945)
- Орден Славы II степени (22 января 1945)
- Орден Славы III степени (11 ноября 1944)
- Орден Красной Звезды (17 мая 1948)
- Медаль «За отвагу» (18 марта 1944)